# 公共交通分段收費
公共交通分段收費是交通的基本單位之一，英文一般譯為「sectional fare」。

## 中国内地

### 北京
2014年12月28日起，北京市公共交通实行票价改革，所有公交线路均为分段计价，收费标准为10公里（含）以内票价2元，每增加5公里（含）以内加价1元。

### 上海
上海的分段计价公交线路多为文字线路。

## 香港
在香港，鐵路、巴士和小巴都設有分段收費。

### 香港巴士
大部份非短途巴士路線採取分段收費，通常分為2至5段。
和全程收費不同，運輸署並無規管巴士公司的分段收費，巴士公司可以按照路線的性質，與其他競爭對手競爭的情況等因素而決定是否為路線設立分段收費。
分段收費是以累減方式計算，即是全程→分段1→分段2→⋯⋯的收費會逐漸下降（注意：這在台灣會被視為按里程收費）。
九巴大約有七成路線設有分段收費。 雖然如此前往相同地區的不同路線在同一巴士站登車的收費亦會有不同，例如在旺角彌敦道前往蘇屋登上九龍巴士2號線只須繳付$5.2車資，登上過海隧道巴士112線、過海隧道巴士970線或過海隧道巴士970X線則須繳付$6.9。

#### 分段收費模式
香港的巴士，分段收費分為單向分段和雙向分段兩種，一般只有單向分段，部分較長途路線如九龍巴士53、64K、72A、73A、76K、77K、城巴6系路線、城巴9號線、城巴14線、城巴15線、城巴73線、城巴85線、城巴260線會有雙向分段收費。

#### 分段收費簡史
1970年7月1日，九巴取消所有九龍市區及荃灣區路線的分段收費，統一收費2角。
1971年9月15日，九巴所有新界區路線的分段收費，由1角增至2角。

##### 單向分段
單向分段是指只適用於一個方向的分段收費。
由於香港的巴士大多數是上車付款，巴士公司所設立的分段，多數是由中途站往該程車總站的分段收費。
這些分段收費只適用於由該中途站起，往該線總站之間的車程，而由總站乘車往該中途站需要付全程收費。
全部單向分段都可以八達通或現金付款。

##### 雙向分段
雙向分段（半路），是指適用於兩個方向的分段收費。
在香港，只有少數路線設有雙向分段，因為除嶼巴路線A35（只限往機場方向，而且下車只限前往機場及補付車費）、B2（只限往元朗方向）及九巴部份通宵路線外，其餘路線均為上車付款，為避免乘客以分段收費乘坐全程以欺騙車長，使收入受損，巴士公司多不願設立雙向分段。
九巴有14條路線（當中有一半為日間路線，其餘為通宵路線）設有雙向分段。
嶼巴的雙向分段一般只可使用現金付款（B2及A35線除外），而九巴、新巴、城巴的雙向分段卻一般只可使用八達通付款。
- 九巴屯元天雙向分段收費宣傳（位於大興警署巴士站）

#### 分段收費特色
- 大部份過海隧道路線，過了過海隧道後的分段收費都是劃一$5.7（除了部份較長途的過海隧道路線及通宵過海路線外，而前往新界西北的過海隧道巴士到達新界西/西北後的分段則更低，如960往屯門建生邨方向，到了屯門市廣場便收$5）
- 大部份九巴由新界開往市區的路線，到了市區後的分段收費都是$5.1或$6.2
- 九巴往返新界西/西北的路線，到達新界西/西北後的分段收費多數是$4.3（例如58M）
- 九巴在2012年全線空調前，有一些分段收費只適用於空調巴士，但現時九巴已經全面空調化的今天[3]，已不再可能乘搭非空調巴士，所以所有乘客都能享受分段收費。

### 港鐵重鐵系統（港島綫，觀塘綫，荃灣綫，將軍澳綫及屯馬綫一期）
市區線由出發車站計，一般非過海車程乘搭1至2個站以八達通收費為港幣4.4元（西灣河至柴灣，觀塘至彩虹及藍田至九龍灣之3個站車程同樣收取4.4元），3至5個站收港幣5.2元，5至8個站收港幣6.5元，更遠的車站分別收取8.0，9.8（過海為9.4元），11.6及13.8元。而屯馬綫一期的啟德站目前也參照了彩虹站，以同樣模式收費。

### 港鐵市郊綫
東涌綫，東鐵綫，馬鞍山綫，西鐵綫及迪士尼綫則取決於路程長短收費。

### 港鐵屯馬綫一期
現時屯馬綫一期顯徑站至烏溪沙站間主要以分區作為收費模式，烏溪沙站至大水坑站為其中一個收費區，石門站至車公廟站為另一收費區，大圍站及顯徑站則成為獨立收費結構。
由大圍站及顯徑站乘坐屯馬綫一期至烏溪沙全程以八達通收費為港幣6.8元。乘客只乘搭屯馬綫一期沙田區內一個站，不論有否跨區，八達通車費一律為港幣3.6元。同一分區內的往來八達通車費，每程收港幣4.2；至於超過一個站的跨區車程，八達通車費則收港幣$5.2, 6.8元。

### 港鐵輕鐵
現時輕鐵的單程票主要以分區（共6區，即第1至第5及5A區）作為收費模式。乘客只乘搭2個相連的收費區（包括出發站所在的收費區），收費為港幣5.0元；3個收費區，6.0元；4至5個收費區，7.0元。
八達通卡車費按所乘搭的輕鐵車站數目而收費（共8級，每3站為1級，收費分別是4.5元、4.6元、4.7元、4.7元、5.4元、5.7元、6.2元及6.8元），當中包括登車及下車站，並以最少的站數計算（例如兆康站往返建生站，不論是否途徑麒麟站，車費均是$4.6）。

### 綠色小巴
全部上車付款。
營辨商可以按照路線的性質，與其他競爭對手競爭的情況等因素而決定是否為路線設立分段收費，甚至只適用部分時段。
部分短途路線亦採取分段收費。
全部單向分段都可以八達通或現金付款。
雙向分段方面，部分路線的雙向分段只可使用現金付款；如可使用八達通付款，請要求車長調校八達通機。
由於小巴最高載客量只有十九人，車長較容易知道哪些乘客使用雙向分段，不怕有欺騙車長的情況。
設立雙向分段可增加客量，從而使班次較頻密。

### 紅色小巴
上車或下車付款，通常設八達通或錢箱的路線就上車付款，或總站客滿即開路線就上車付款，其他就下車付款。
可以按照路線的性質等因素而決定是否為路線設立分段收費，甚至只適用部分時段（例子：土瓜灣至旺角的雙向分段只適用部分時段）。
部分短途路線亦採取分段收費。
單向分段方面，通常同一路段的所有路線都統一分段收費（例如：荔枝角道往佐敦道，彩石里往觀塘市中心）。只有少數路線／司機較遲跟隨分段收費加價。不像巴士，紅色小巴同一路段的單向分段一般不會高於其他紅色小巴路線的全程收費。部分路線的單向分段不得用八達通付款（例子：美孚至土瓜灣的紅磡往土瓜灣分段）。
雙向分段方面，如可使用八達通付款，請要求車長調校八達通機（例子：紅磡至旺角71線）。
由於小巴最高載客量只有十九人，車長較容易知道哪些乘客使用雙向分段，不怕有欺騙車長的情況。
設立雙向分段可增加客量，從而使班次較頻密。

## 台灣

### 段票制
在台灣大都市的公共汽車，為了收費方便，使用劃一的分段收費方式，若一條公共汽車路線過長時，會被分成2段甚至3段收費（最高可分成8段），各段費用不會隨著搭乘段數而改變，若未跨區則以一段計費。以臺北地區為例，隨著都市化地區擴張，公車路線逐漸從以臺北車站為主的臺北市中心區，延長到市郊的士林、松山、公館與新北市的板橋、中和、蘆洲等，因此許多路線皆以這些地點，或是臺北市與新北市交界的淡水河、新店溪橋樑作為分段點。
各地單段費用如下：
基隆市公車（單一票價）
- 一般票價：新臺幣15元
- 優惠票價：長者、身心障礙者與兒童新臺幣8元
- 儲值卡優惠：學生新臺幣9元、基隆市長者及身心障礙者免費

臺北聯營公車（臺北市、新北市）
- 一般票價：新臺幣15元
- 優惠票價：長者、身心障礙者與兒童新臺幣8元
- 悠遊卡、一卡通優惠：學生新臺幣12元、臺北市與新北市年長者及身障人士每月有免費額度

桃園市市區公車
- 一般票價：新臺幣18元
- 優惠票價：長者、身心障礙者與兒童新臺幣9元
- 儲值卡優惠：中壢/桃園客運學生認同卡75折、桃園市年長者及身障人士每月有免費額度

新竹市公車
- 一般票價：新臺幣15元
- 優惠票價：長者、身心障礙者與兒童新臺幣8元

臺中市市區公車
曾以一段新臺幣13元計費，今以里程計費
彰化市公車
全票新臺幣23元，優待票新臺幣11元
嘉義市公車
- 一般票價：新臺幣18元
- 優惠票價：長者、身心障礙者與兒童新臺幣9元

大台南公車
- 一般票價：新臺幣18元
- 優惠票價：長者、身心障礙者與兒童新臺幣9元

高雄市公車
- 一般票價：新臺幣12元
- 優惠票價：長者、身心障礙者與兒童新臺幣6元
- 一卡通優惠：學生新臺幣10元、高雄市年長者、身障人士及低收入戶高中生每月有免費額度

屏東縣市區公車
全票新臺幣23元，半票新臺幣11元
宜蘭縣轄公車
以里程計費
金門縣縣轄市區公車
- 一般票價：新臺幣12元
- 優惠票價：學生與軍警新臺幣10元；長者、身心障礙者兒童新臺幣6元

連江縣縣轄市區公車（單一票價）
- 一般票價：新臺幣15元
- 優惠票價：學生與軍警新臺幣12元

### 里程制

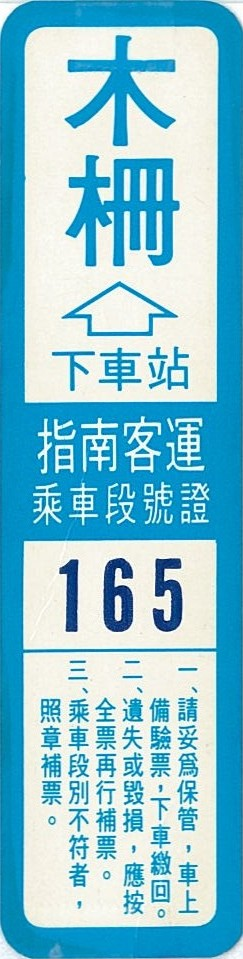
指南客運乘車段號證

台灣公路客運所謂的里程制其實和香港的雙向分段很像，一條路線上會有幾個計費點，依各計費點間的里程計算運費。
一般皆在上車付費，然後發給下車站證明（段號證或車票，見右圖），下車時回收。

## 新加坡
新加坡巴士路線由2010年7月3日起，實施按里程計費制度，車資以登車站和下車站之間的距離計算。如乘搭里程3.2公里至40.2公里間，每長一公里，車資會慢慢上調，如乘搭里程少於3.2公里或多於40.2公里(長者，小童，學生及殘疾人士為7.2公里)則劃一收費。里程計費不適用於NightRider、Nite Owl及Premium路線。